# Ares I-Y
Ares I-Y était un vol d'essais du lanceur Ares I. Le lancement était prévu initialement pour septembre 2013,, puis reporté en 2014. Le vol a été annulé en novembre 2009.